# Opsion collaris
Opsion collaris är en tvåvingeart som beskrevs av Edwards 1931. Opsion collaris ingår i släktet Opsion och familjen svampmyggor. Inga underarter finns listade i Catalogue of Life.